# NGC 3852
NGC 3852 (NGC 3825) je prečkasta spiralna galaktika u zviježđu Djevici. Naknadno je utvrđeno da je NGC 3825 ista galaktika.

## Vanjske poveznice
- (eng.) SEDS: NGC 3852
- (eng.) Revidirani Novi opći katalog
- (eng.) Izvangalaktička baza podataka NASA-e i IPAC-a
- (eng.) Astronomska baza podataka SIMBAD
- (eng.) VizieR